# 펠릭스 나르티
펠릭스 나르티(Felix Nartey)는 가나의 사회 기업가이자 공개 옹호자로 2017년 8월 위키마니아에서 위키백과의 공동 설립자 지미 웨일스에 의해 올해의 위키인으로 선정되었다. 그는 크리에이티브 커먼즈 가나의 공동 설립자이자 오픈 파운데이션 웨스트 아프리카의 공동 설립자이다.

## 어린 시절
나르티는 가나 테마에서 태어났다. 그는 2008년 교황 요한 중등학교와 중앙대학교 B학점을 졸업했다. 2013년 은행 및 금융학 학사, 2017년 현재 안할트 응용 과학 대학교에서 M.B.A.를 전공하고 있다. 센트럴 대학교에서 공부하던 중 그는 구글 학생 대사로 임명되었는데, 이는 그의 기술에 대한 관심을 급증시킨 직책이었다.

## 직업
첫 학위를 받은 후, 그는 은행원이 되었고 다른 자격으로 자원봉사를 했다. 나르티는 가나의 위키미디어 커뮤니티 매니저를 역임했다. 그는 나중에 오픈 라이선스 하에 콘텐츠 제작을 장려하는 것을 목표로 하는 비영리 단체인 오픈 파운데이션 웨스트 아프리카를 공동 설립하였다.
2017년 8월, 나르티는 위키미디어 재단에서 위키백과 도서관의 글로벌 코디네이터로 일했다. 그는 또한 임시 글로벌 네트워크 크리에이티브 커먼즈 위원회이다.

## 개방운동의 기여

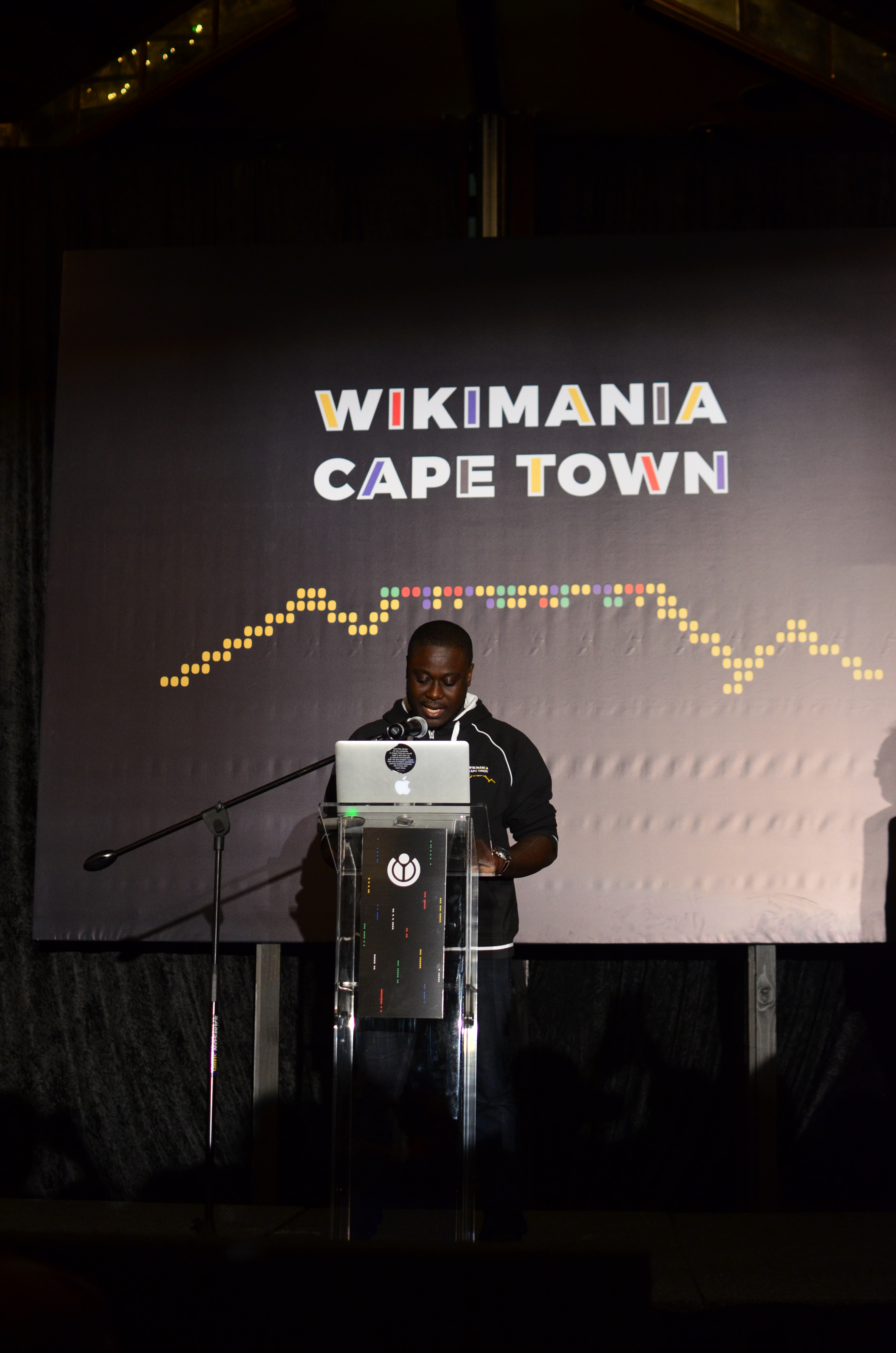
펠릭스 나르티가 2018년 위키마니아에서 폐막 연설을 한다.

나르티는 2012년 위키미디어 운동에 참여하였다. 그는 고국 가나에 관한 내용을 추가하고, GLAM 활동, 위키백과 교육 프로그램, 성별 격차를 해소하기 위한 활동, 위키백과 도서관 등 위키백과 편집의 중요성을 홍보하기 위한 여러 이니셔티브를 이끌고 있다.
그는 크리에이티브 커먼즈 글로벌 네트워크 전략의 전환을 위한 자문 그룹의 멤버이자 위키미디어 운동 전략을 위한 제도 위원회의 멤버였다. 그는 또한 파이어폭스 아프리카 그룹의 핵심 팀의 일원이었다.
올해의 위키백과 헌정에서 웨일스는 나르티가 아크라에서 열린 제2회 위키인다바 컨퍼런스 2017에서 주도적인 역할을 했으며, 아프리카 지역 커뮤니티를 구축하는 데 중요한 역할을 했다고 언급했다.